# Diocese de Simdega
A Diocese de Simdega (Latim:Dioecesis Simdegaënsis) é uma diocese localizada no município de Simdega, no estado de Jarcanda, pertencente a Arquidiocese de Ranchi na Índia. Foi fundada em 28 de maio de 1993 pelo Papa João Paulo II. Com uma população católica de 223.085 habitantes, sendo 37,2% da população total, possui 37 paróquias com dados de 2020.

## História
Em 28 de maio de 1993 o Papa João Paulo II cria a Diocese de Simdega e a Diocese de Gumla através do território da Arquidiocese de Ranchi.

## Lista de bispos
A seguir uma lista de bispos desde a criação da diocese em 1993.
|                   | Nome              | Período           | Notas             |
| Bispos de Simdega | Bispos de Simdega | Bispos de Simdega | Bispos de Simdega |
| ----------------- | ----------------- | ----------------- | ----------------- |
| 2º                | Vincent Barwa     | 2008 - atual      |                   |
| 1º                | Joseph Minj       | 1993 - 2008       |                   |